# Polysics
A Polysics (ポリシックス; Hepburn: Porishikkusu, ’stilizálva POLYSICS’) japán új hullámos rockegyüttes, mely az egyedi stílusát „technicolor pogo punk”-nak írja le. A Polysics a nevét a Korg Polysix szintetizátorról kapta. A zenekar 1997-ben alakult, az áttörést azonban csak 1998-ban egy tokiói koncerttel érték el. A Polysics energikus zenéket készít, ötvözve a hagyományos gitárzenét a szintetizált és a számítógép által generált hangokkal, ami az amerikai Devo és a Tubes, valamint a japán P-Model és a Yellow Magic Orchestra együttesek által inspirált punk és szintipop egyvelegévé áll össze. Dalszövegeik gyakran japán vagy angol szavakból vagy egyszerű halandzsából áll. Az együttes a rendkívül energetikus koncertjeiről és a tagok hatásvadász fellépőruháiról, így a névjegyükké vált narancssárga overállokról és téglalap alakú napszemüvegekről ismert.

## Az együttes története

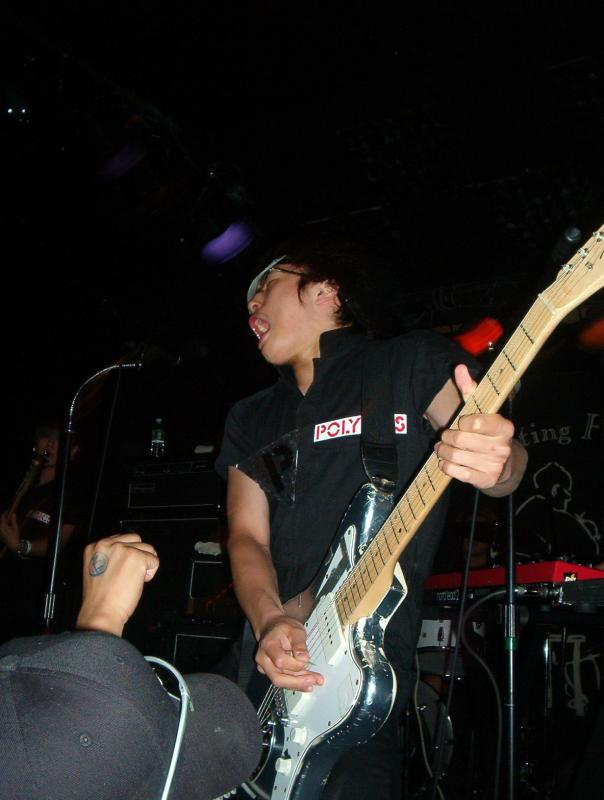
Hayashi egy 2003-as Polysics-koncerten

A Polysicst 1997-ben alapította Hirojuki Hajasi középiskolás tanuló. Hirojukira erős hatással volt a nyugat új hullámos zenéje, miután megnézett néhány Devo-fellépést kilépett a labdarúgócsapatából, hogy alapítson egy együttest, ami a televízióban látott művész-punk ikonok rajzfilmszerű imázsát és zenei ötleteit venné alapjául. Később csatlakozott, hozzá Dzsunicsi Szugai – művésznevén Poly–2 vagy Sugai – dobos. Az együttes kezdeti évei során csatlakozott Kaneko is, aki azonban hamar kilépett, helyére Kayo állt. Kayo mechanikus színpadi jelenléte aszimmetrikus dinamikát adott a három másik tag frenetikus bohóckodásához. A zenekar neve Hajasi első szintetizátorára, a Korg Polysixre vezethető vissza. Ez a szintetizátor a korai videóklipjeikben is megjelenik.
A Polysics 1999-ben megjelentette az első albumait 1st P és A.D.S.R.M! címmel a független Deckrec Records lemezkiadó gondozásában. A 1st P megjelenése után basszusgitárosuk, Dzsunicsi „Poly–2” Szugai kilépett az együttesből. Miután trióvá csökkentek elhagyták a tagok „Poly–X” megnevezését. 2000-ben leszerződtek a Ki/oon Recordshoz (a Sony Music Entertainment Japan leányvállalata), majd megjelentették nagykiadós bemutatkozó albumukat Neu címmel. A lemez tovább vitte a független kiadványaik energiáját, azonban hangzásvilága kifinomultabb volt. Az albumon egy új tag, Fumi basszusgitározott, ugyan még csak támogatótagként. 2001-ben az Asian Man Records Hey! Bob! My Friend címmel megjelentette az együttes amerikai bemutatkozó albumát, ami ugyan jó kritikai visszhangban részesült, azonban az eladások gyengék voltak. Az album az első két japán kiadványuk számainak válogatása. A 2001-ben megjelent Eno című albumon a szintetizátorok jobban érvényesültek, de a dalok továbbra is magukban hordozták a heves punkszerű energiát. Fumi ezen az albumon már teljeskörű tagként szerepelt, így a Polysics ismét kvartett lett. 2002-ben jelent meg az együttes For Young Electric Pop című kiadványa, ami Polysics kísérlete volt egy popalbum elkészítésére. A heves punkos energiából visszavettek, így harmonikusabb dalok kerülhettek a lemezre.
A Neu 2003-ban az Asian Man Records jóvoltából az Egyesült Államokban is megjelent jó kritikai fogadtatás és hasonlóan jó eladások mellett. Ennek ellenére azonban a Kaja Kaja Goo EP középlemez felvételei után nem sokkal Dzsunicsi Szugai dobos kilépett az zenekarból, helyére ideiglenesen a Snail Ramp punkegyüttes ütőse, Isimaru állt. A 2003-ban megjelent National P népszerűsítése érdekében a Polysics az Egyesült Államokban koncertezett, aminek anyaga később a PippikkippippiP In USA című DVD-re került fel. A zenekar 2003-ban a brit Adam and Joe Go Tokyo című televíziós sorozatban is fellépett.
Az együttes 2004-ben Polysics or Die!!!! címmel jelentetett meg egy válogatásalbumot Európában és az Egyesült Államokban. Ebben az évben Maszasi Jano állt Szugai helyére a dobos pozícióban. A zenekar a Polysics or Die!!!!  2005-ös észak-amerikai megjelenése végett Európában és az Egyesült Államokban turnézott. A Now Is the Time! album 2006 elejei megjelenésével ismét az Egyesült Államokban és az Egyesült Királyságban koncerteztek Graham Coxon és a Kaiser Chiefs előzenekaraként.
2007. február 28-án megjelentették a Karate House című albumukat Japánban, majd leszerződtek a MySpace Recordsszal, ahol az együttes fennállásának tizedik évfordulójaként Polysics or Die!!!! Vista címmel újra kiadták a Polysics or Die!!!! albumot, a Karate House kislemezeivel és egy bónusz DVD-vel kiegészítve. Hajasi újrakeverte a Puffy AmiYumi J-pop-együttes Teen Titans Theme című dalát Teen Titans Theme (Polysics’ CR-06 Mix néven, mely a Puffy AmiYumi Splurge című amerikai albumára került fel.
2008. április 23-án megjelent Japánban a We Ate the Machine című albumuk, ami Észak-Amerikában 2008. szeptember 30-án került a boltok polcaira.
2009. december 23-án bejelentették, hogy Kayo 2010. március 14-én, az együttes Nippon Budókan-i koncertje után otthagyja a Polysics-et, mivel egyszerű emberként szeretne tovább élni nem pedig zenészként. A koncert felvétele 2010. július 7-én jelent meg Budokan or Die!!!! 2010.3.14 címmel. A fellépés után az együttes szüneteltette a tevékenységeit.
Az együttes tevékenységeinek szüneteléséből 2010. augusztus 8-án, a Rock in Japan Festivalon tértek vissza, trióként, új fellépőruhákkal és szemüvegekkel.
A 2012. július 4-én megjelent Parade II: Respective Tracks of Buck-Tick című tribute albumon feldolgozták a Buck-Tick Sid Vicious on the Beach című számát.

## Inspirációk
Hirojuki elmondása szerint a Polysicsre nagy hatással van a „Devo szellemisége”. A Polysics videóiban és dalaiban számos egyértelmű utalás van a Devóra. A japán együttes a Devo Jerking Back and Forth, a Social Fools és a Secret Agent Man című számát is feldolgozta, a 15. évfordulós albumukon, a 15th P-n a Mark Mothersbaugh, a Devo frontembere is szerepel. A Polysics a Devo és más új hullámos punkegyüttes anyagát is kreatívan újrahasznosította a saját szerzeményeikben; így például a Neu album helyet kapott Each Life Each End című szám a Devo Girl U Wantjából kölcsönzi a nyitóriffjét, a Sigue Sigue Sputnik Love Missile F1-11 számából is vesz hangmintákat, illetve dalszövege a Devo The Day My Baby Gave Me a Surprise és Red Eye Express dalszövegeinek játékos körülírása.
Ugyan a Polysics a Devót tekinti a legjelentősebb inspirációforrásukként, azonban számos más előadó befolyással volt a zenéjükre vagy hivatkoztak rájuk a dalaikban. Az ilyen előadók közé tartozik a Neu!, Brian Eno, az XTC, a P-Model, a Talking Heads, a Sparks, a B-52’s, a King Crimson, a Kraftwerk, a Denki Groove, a Nirvana, a Man or Astroman, a Spoozys, David Bowie, a Hikasu és a Plastics. A Polysics a Devo, a Styx, Suzi Quatro, a Plastics, a Ramones, a Knack, a Soft Cell, a Hikasu, a Thin Lizzy, a P-Model és Frank Sinatra dalait is feldolgozta, illetve hangolás közben gyakran a Yes számait játsszák.

## Az együttes tagjai
| Jelenlegi tagok - Hirojuki Hajasi – gitár, ének, vocoder, programozás (1997–napjainkig) - Fumi – basszusgitár, ének, szintetizátor (2001–napjainkig; támogatótagként: 1999–2001) - Maszasi Jano – dobok, ének (2004–napjainkig) - Nakamura Rjó – gitár, ének, szintetizátor (2017–napjainkig) | Korábbi tagok - Dzsunicsi Szugai – dobok (1998–2003) - Szako „Poly–2” Eiszuke – basszusgitár, szintetizátor, vocoder (1997–1999) - Kaneko Singo – szintetizátor (1997) - Kayo – szintetizátor, ének, vocoder, furulya (1998–2010) Turnézenészek - Isimaru – dobok (2003–2004) |

## Diszkográfia
| - 1st P - 1999 - A.D.S.R.M! - 1999 - Hey! Bob! My Friend! - 2000 (USA and Korea) - Neu - 2000 (USA, 2003) - Live in Japan / 6-D (koncert- és remixalbum) - 2000 - Eno - 2001 - For Young Electric Pop - 2002 - National P - 2003 - Polysics or Die!!!! - 2004 (USA & UK, 2005) - Now Is the Time! - 2005 (USA & UK, 2006) - Karate House - 2007 (USA, 2008) - Polysics or Die!!!! Vista - 2007 (USA) - We Ate the Machine - 2008 (USA és Európa, 2008) - Absolute Polysics - 2009 (USA, 2010) - Bestoisu!!!! - 2010 - Oh! No! It's Heavy Polysick!!! - 2011 - 15th P - 2012 - Weeeeeeeeee!!! - 2012 - Action! - 2014 - That’s Fantastic - 2017 - Polysics Hajasi no Stop!! Bibari-szan! - 2019 - Live at Newwave - 1999 (VHS) - B.G.V. - 2000 (VHS) - DVDVPVDVLIVE!! - 2003 (DVD) - PippikkippippiP In USA - 2004 (DVD) - Now is the live! - 2006 (DVD) - Clips or Die!!!! - 2007 (DVD) - We Ate the show!! - 2008 (CD+DVD) - Budokan or Die!!!! 2010.3.14 - 2010 (DVD, Blu-ray) - Mach AX gjungjungjun!!! 2011.3.4 - 2011 (DVD, Blu-ray) - Memorial Live or Die!!! Ivai 1000-pon & 15-súnen!!! 2012.03.03/04 - 2011 (Blu-ray) - Micuami Heroine - 2004 (középlemez, Kayo) | - Plus Chicker - 1999 - Modern - 1999 - XCT - 2000 - Each Life Each End - 2000 - New Wave Jacket - 2001 - Baby Bias - 2005 - Coelacanth Is Android - 2005 (USA, 2006) - Electric Surfin’ Go Go - 2006 - You-You-You - 2006 - Catch On Everywhere - 2007 - Rocket - 2007 - Pretty Good - 2008 - Shout Aloud! / Beat Flash - 2009 - Young Oh Oh! - 2009 - Lucky Star - 2012 - Everybody Say No - 2012 - Lo-Bits - 2002 - Kaja Kaja Goo - 2003 (UK, 2004) - New Wave Jacket / My Sharona - 2004 (UK) - I My Me Mine / Jhout - 2006 (UK) - eee-P!!! - 2010 - Mega Over Drive - 2013 - Hen ai Let’s Go! - 2015 - Hen ai Let’s Go! 2 - 2015 |

### Filmzenék
- A Polysics vette fel a Szuper robotmajomcsapat akcióban! animációs sorozat japán változatának főcímdalát.
- Polysics You-You-You című dala a Keroro gunszo animesorozat egyik nyitófőcím dala volt.[6]
- A Tei! Tei! Tei! című daluk a FIFA 07 zenei listájában is szerepel.
- Az Anime Network a Polysics Each Life Each End című dalával nyitotta meg a Girl Power műsorblokkját.
- A Mojasimon című animesorozat zárófőcím dala a Polysics Rocket című száma.